# Michel Lainé
Michel Lainé fue un escultor en madera de la Alta Normandia francesa, nacido el 15 de octubre de 1716 en Le Havre y fallecido el 22 de mayo de 1801 . 
Hábil escultor sobre madera, Lainé trabajó sobre todo en los barcos botados en los astilleros de su ciudad natal así como en el mobiliario para iglesias. A finales del siglo XVIII realizó dos altares para sendas capillas de la Catedral de Notre Dame en El Havre
Pierre-François Haumont fue su alumno.